# Trogidae
Famille
Les Trogidae sont une famille d'insectes coléoptères de la super-famille des Scarabaeoidea (scarabées).

## Liste des sous-familles et genres
Selon BioLib (21 septembre 2021) :
- Sous-famille Omorginae Nikolajev, 2005
  - Omorgus Erichson, 1847 - présent en Europe
  - Polynoncus Burmeister, 1876
- Sous-famille Troginae MacLeay, 1819
  - Glyptotrox Nikolajev, 2016
  - Phoberus MacLeay, 1819
  - Trox Fabricius, 1775 - présent en Europe

Selon Catalogue of Life (21 septembre 2021) :
- Dans 4 sous-familles :
  - Glyptotrox Nikolajev, 2016
  - Omorgus Erichson, 1847
  - Phoberus MacLeay, 1819
  - Polynoncus Burmeister, 1876
  - Trox Fabricius, 1775